# Atabae (Verwaltungsamt)
| \| \| |
|       |

|  |

Atabae ist ein osttimoresisches Verwaltungsamt (portugiesisch Posto Administrativo) in der Gemeinde Bobonaro. Verwaltungssitz ist Aidabaleten.

## Geographie

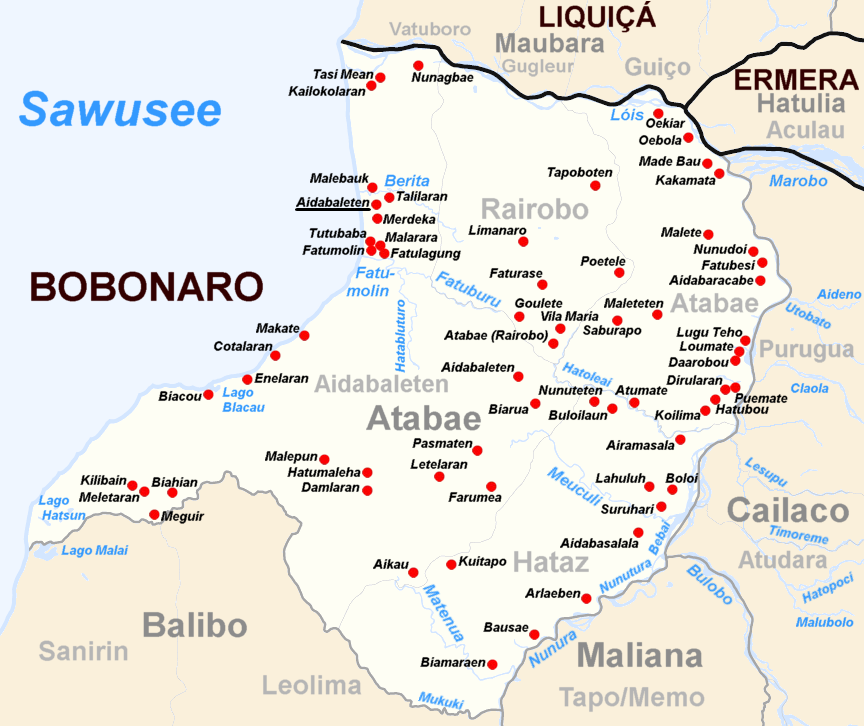
Orte und Flüsse im Verwaltungsamt (Grenzen bis 2015)

Bis 2014 wurden die Verwaltungsämter noch als Subdistrikte bezeichnet. Vor der Gebietsreform 2015 hatte Atabae eine Fläche von 252,80 km². Nun sind es 251,84 km².
Im Norden bildet der Fluss Lóis die Grenze zur Gemeinde Liquiçá, östlich des Flusses Nunura liegen die Verwaltungsämter Cailaco und Maliana. Südöstlich liegt das Verwaltungsamt Balibo und nach Westen wird Atabae von der Sawusee begrenzt. An der Nordgrenze des Sucos Rairobo führt seit 1990 eine lange Brücke über den Lóis, der bald darauf in die Sawusee mündet. Der Monte Atabae (08° 47′ S, 125° 10′ O) liegt 4,1 km entfernt vom Ort Atabae.
Das Verwaltungsamt teilt sich in vier Sucos: Aidabaleten, Atabae, Rairobo und Hataz (Hatas). Administrator des Verwaltungsamts ist Sidonio Fontes (Stand: 2011).
Die Important Bird Area Be Malae-Atabae ist ein für Ornithologen interessantes Gebiet von 3000 ha mit Wald und Feuchtgebieten.

Klimadaten
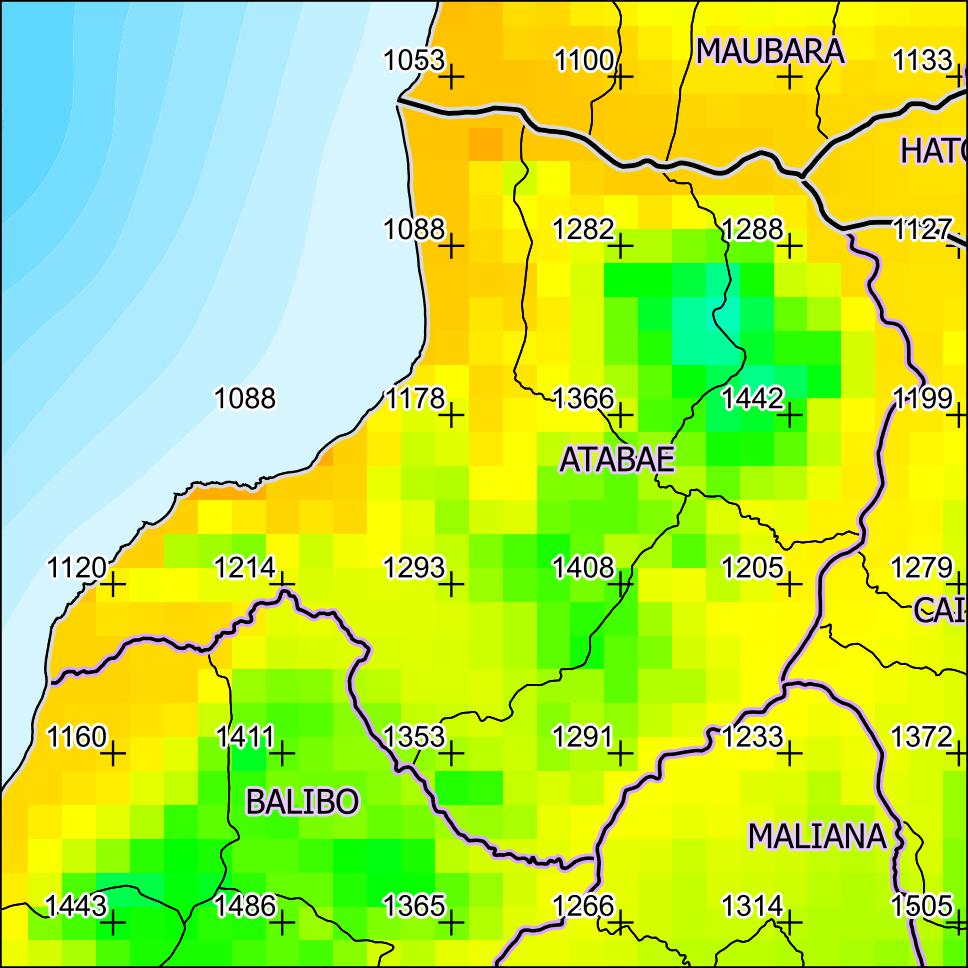
Jährliche Niederschlagsmenge (2000)
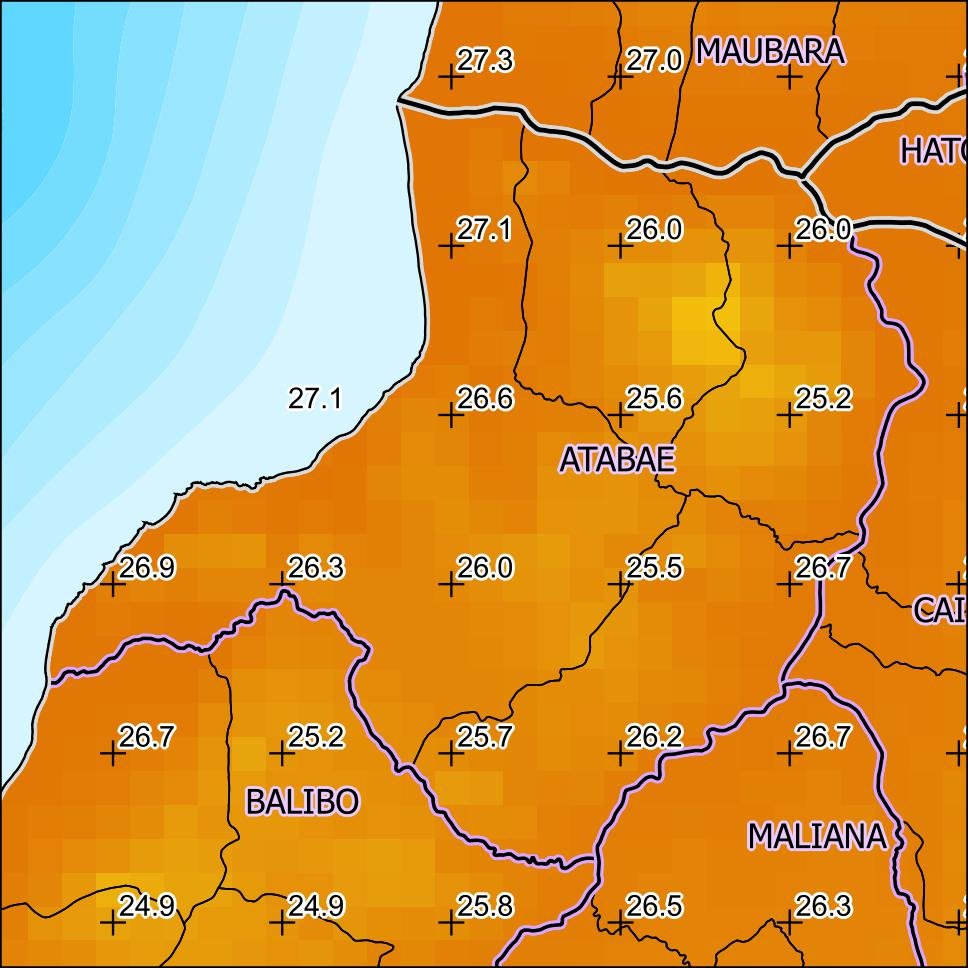
Jahresdurchschnitts-temperatur (2000)
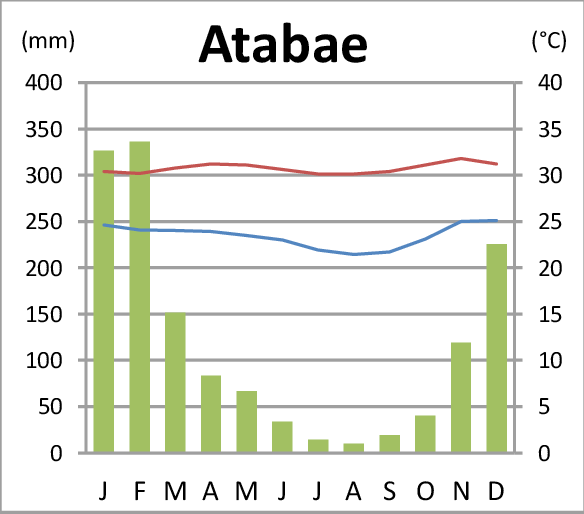
Klimadiagramm

## Einwohner

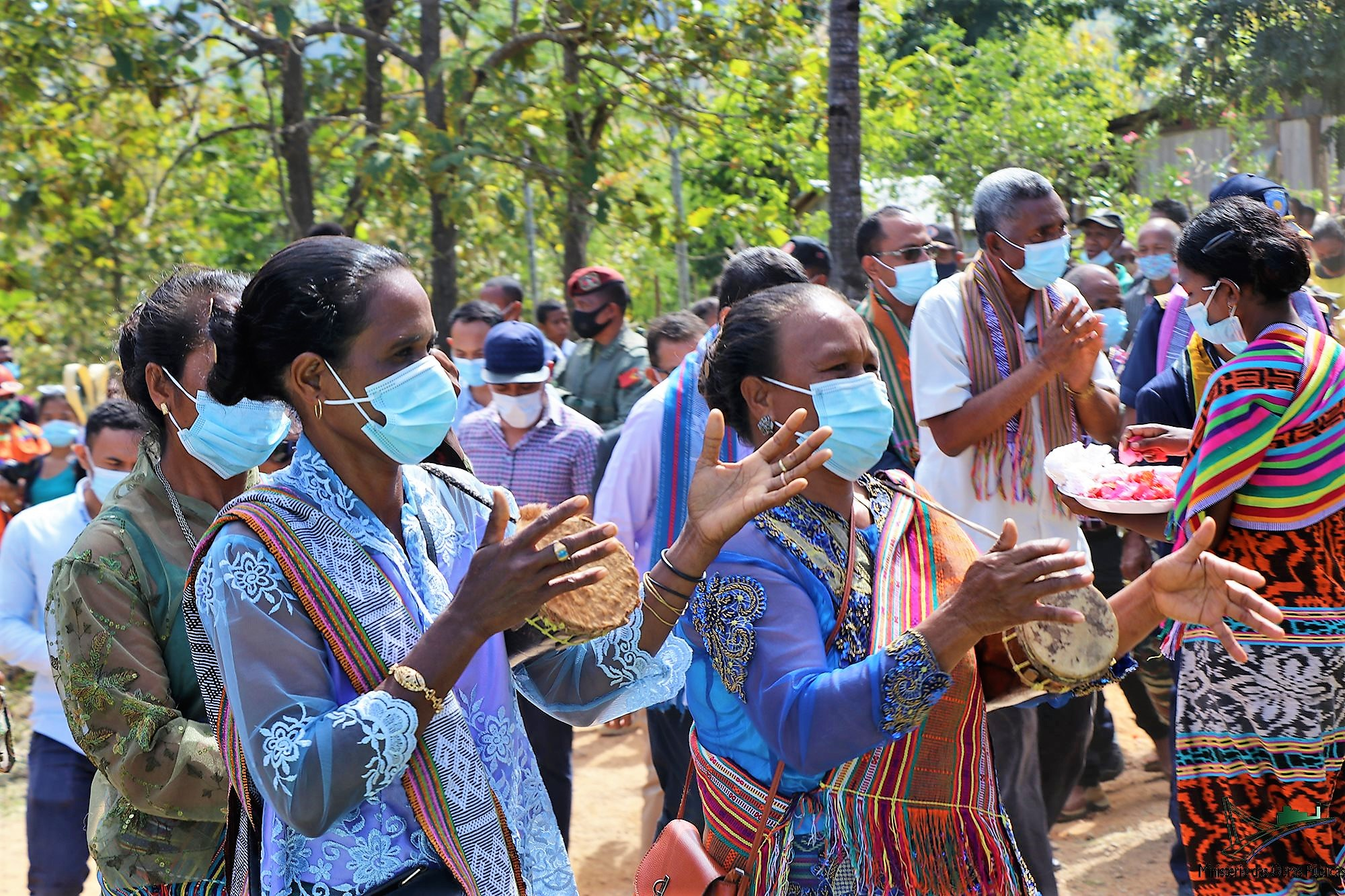
Einwohner von Rairobo (2021)

In Atabae leben 12.938 Einwohner (2022), davon sind 6.669 Männer und 6.269 Frauen. Im Verwaltungsamt gibt es 2.442 Haushalte. Der Altersdurchschnitt beträgt 17,5 Jahre (2010, 2004: 17,5 Jahre). Atabae ist eines der Zentren der Nationalsprache Kemak. Die Kemak bilden die größte Ethnie im Verwaltungsamt. Als Zweitsprache ist die Amtssprache Tetum weit verbreitet. Bahasa Indonesia wurde während der Besatzungszeit verwendet, die Älteren sprechen noch Portugiesisch. Dieses wird auch in den Schulen unterrichtet.

## Geschichte

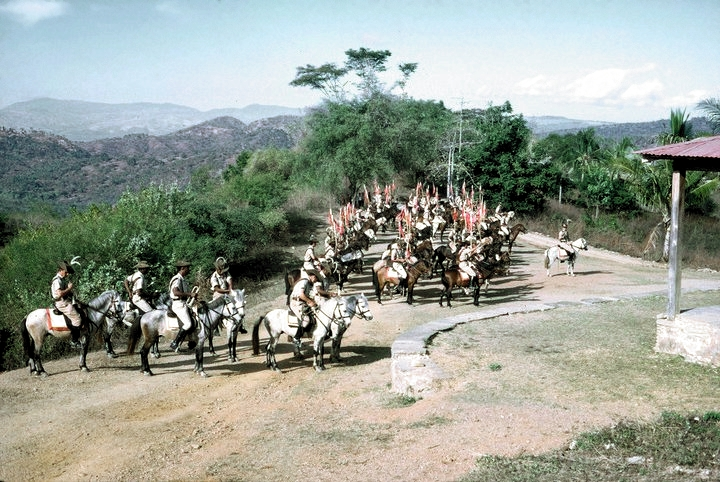
6. Portugiesisches Kavallerieschwadron 1969 in Atabae in Gedenken an Francisco Duarte

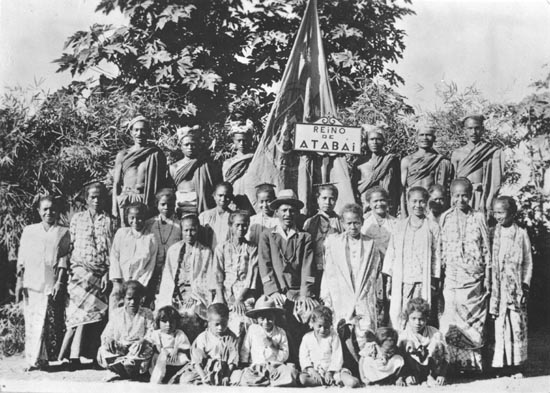
Einwohner von Atabae
(1930er Jahre)

In Cotubaba (Tutubaba?), nahe Batugade, kam es 1865 zu einem Angriff auf portugiesische Truppen durch timoresische Krieger. Der Herrscher von Atabae rebellierte im Jahr 1893 zusammen mit dem Liurai von Maubara gegen die portugiesischen Kolonialherren. Für Atabae endete die Revolte von Maubara mit einem Ultimatum durch die Portugiesen. Am 14. Juli willigte der Herrscher von Atabae ein, leistete dem König von Portugal den Treueschwur und musste Entschädigungen in Form von Geld, Büffeln und Schweinen zahlen. 1896 unterstützte Atabae das Reich von Manufahi bei einem weiteren Krieg gegen die Portugiesen. Bei der Belagerung von Atabae 1899 kam der bekannte portugiesische Offizier Francisco Duarte ums Leben.
1911/12 kam es mit der Rebellion von Manufahi zum größten Aufstand in Timor gegen die Portugiesen aller Zeiten. Auch das nahe Batugade gelegene Cailaco begehrte gegen die Kolonialherren auf und bewegte auch Bere-Talo, den Liurai von Atabae dazu, zu den Waffen zu greifen. Hauptmann Fonseca Cardoso entsandte daraufhin den Unteroffizier Humberto Maria Fernandes mit 35 Moradores, die vom 3. bis 10. März 1912 einen Feldzug gegen Atabae durchführte, der aber die Rebellen nicht aufhalten konnte. Zwischen dem 17. und 27. März griff Fonseca Cardoso das Dorf Atabae selbst an. An dieser Operation nahmen 456 Mann teil: Soldaten des Kavallerieschwadron von der Grenze, mosambikanische Soldaten und eine kleine Truppe von Moradores aus Balibo. Die Liurai von Cailaco und Atabae kündigten an, lieber bis zu ihrem Tode zu kämpfen, anstatt sich zu unterwerfen, so dass die Kämpfe bis in den Mai hineingingen.
Ab Oktober 1975 nutzten indonesische Truppen das Chaos vor dem Abzug der portugiesischen Kolonialherren in Osttimor und besetzten nach und nach die Distrikte Bobonaro, Cova Lima und Oe-Cusse Ambeno. Noch Anfang November leisteten Kämpfer der FRETILIN unter Aquiles Freitas Soares in Atabae Widerstand. Ab Mitte November beschossen die Indonesier Aidabaleten von See aus. Am 26. November stellten die Osttimoresen den Widerstand ein. Die Indonesier besetzten den Ort am Morgen des 28. Novembers. Daraufhin entschloss sich die FRETILIN am selben Tag die Unabhängigkeit Osttimors zu erklären, in der Hoffnung, dass die Vereinten Nationen das neue Land anerkennen und unterstützen würden. Die Hoffnung erfüllte sich nicht. Osttimor wurde völkerrechtswidrig komplett annektiert und erlangte erst wieder 2002 seine Unabhängigkeit.
Am 4. Januar 1998 führte João da Costa Tavares eine Gruppe aus Halilintar-Milizionären und verschiedenen Teilen des indonesischen Militärs. In Koilima (Suco Atabae) folterten sie und erschossen anschließend vier Osttimoresen, die man verdächtigte, Unabhängigkeitsaktivisten zu sein.
Am 16. Oktober 1999 kam es in Aidabasalala (Suco Hataz) zu einem Gefecht zwischen sechs australischen INTERFET-Soldaten und etwa 20 Mitgliedern einer pro-indonesischen Miliz. Drei Milizionäre kamen dabei ums Leben, drei weitere wurden verletzt.

## Politik

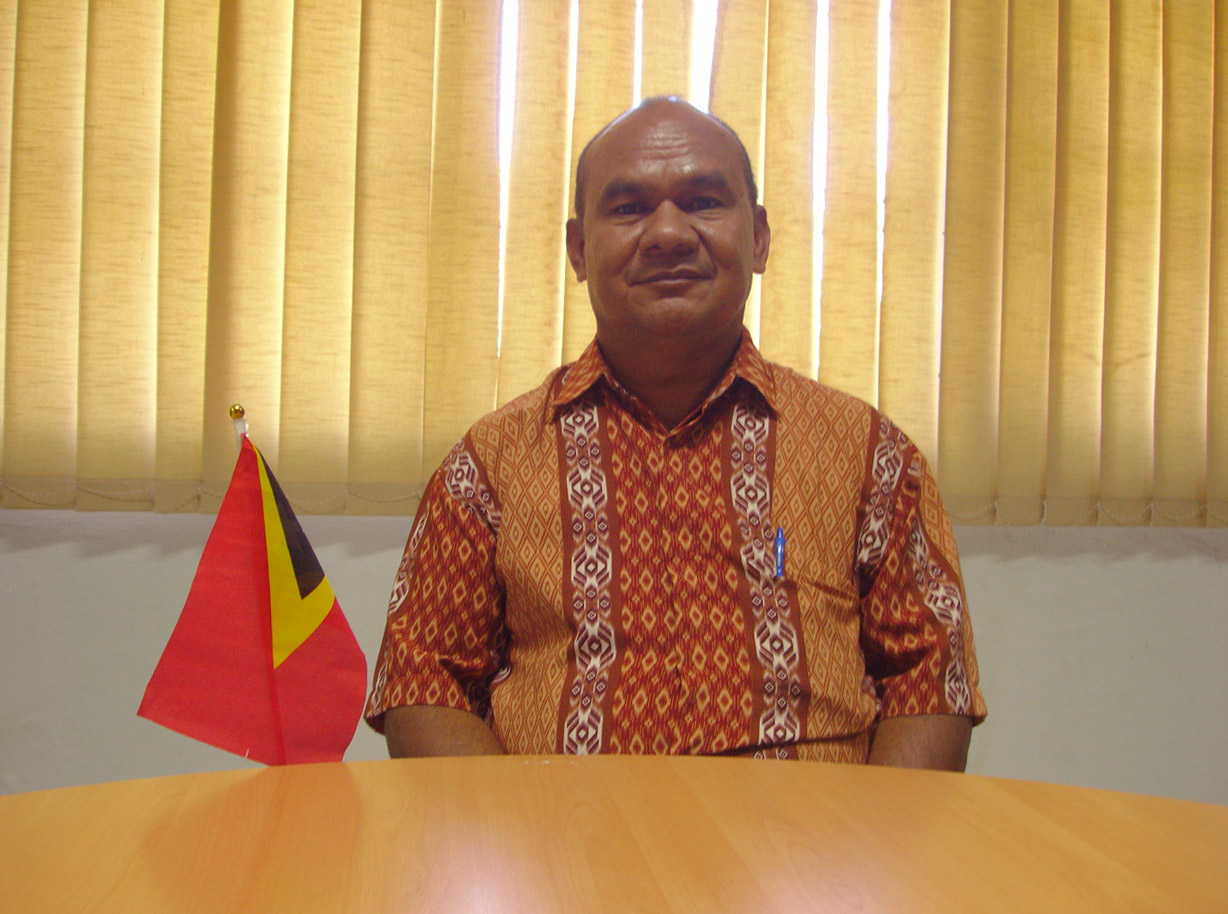
Administrator Sidónio Fontes (2013)

Der Administrator des Verwaltungsamts wird von der Zentralregierung in Dili ernannt. 2015 war dies Sidónio Fontes und 2016 José Gonçalves da Silva. 2021 wurde Pedro Lakubuti von Lino Tavares abgelöst. Am 29. Januar 2024 wurde Pedro Lacu Buti zum Administrator ernannt.
Zwischen 1995 und 1997 war Jesuína Maria Ferreira Gomes Sekretärin und amtierende Chefin der Subdistriktsverwaltung von Atabae.

## Kultur
Alle vier Jahre findet am Lago Malai (Be Malae) ein Fischfest statt, an dem die Reiche von Balibo und Atabae teilnehmen. Der Termin variiert, fällt aber grundsätzlich auf den 29. und 30. August.

## Wirtschaft

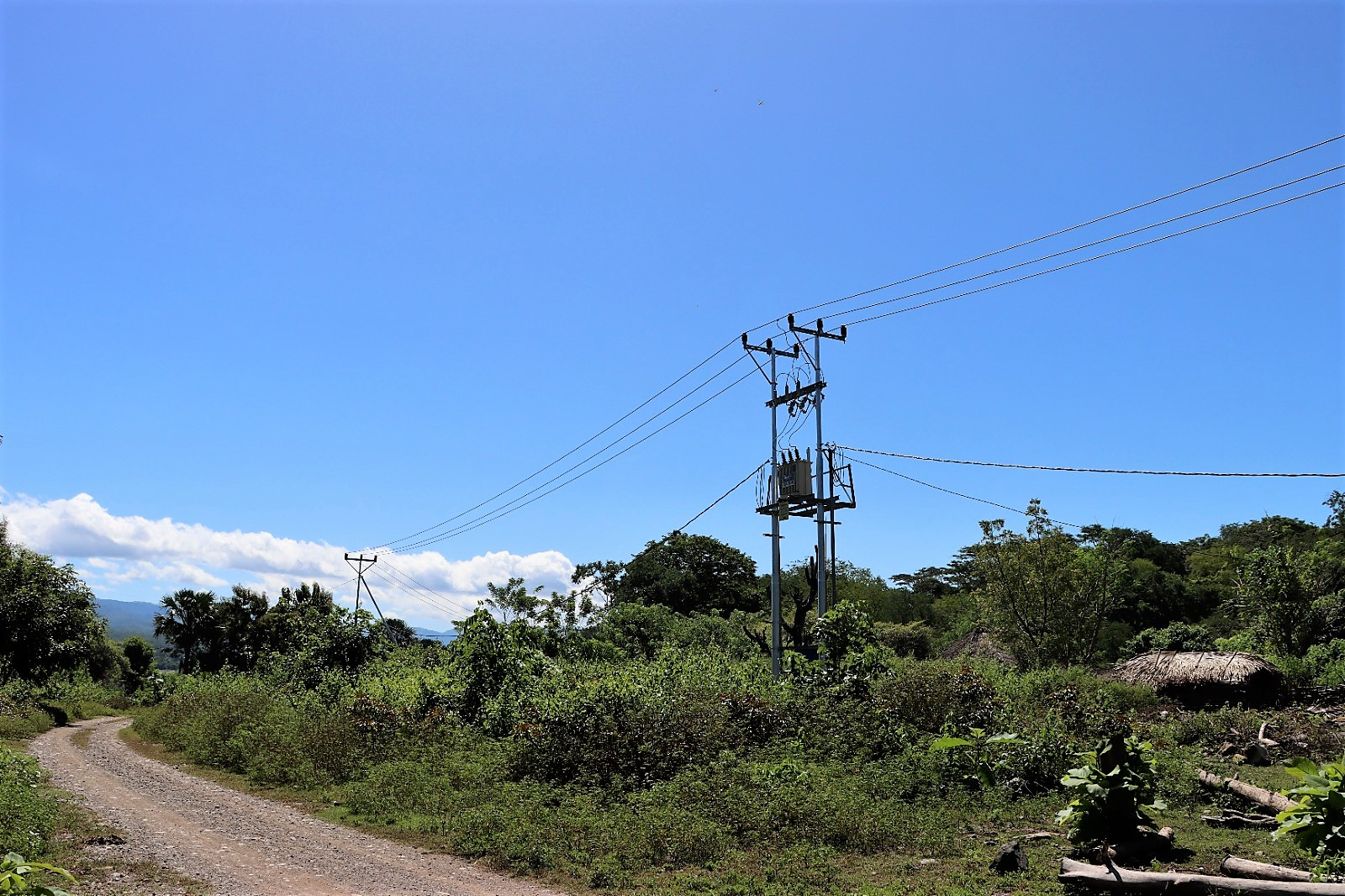
Stromleitung in Lóis-Nunudoi (2023)

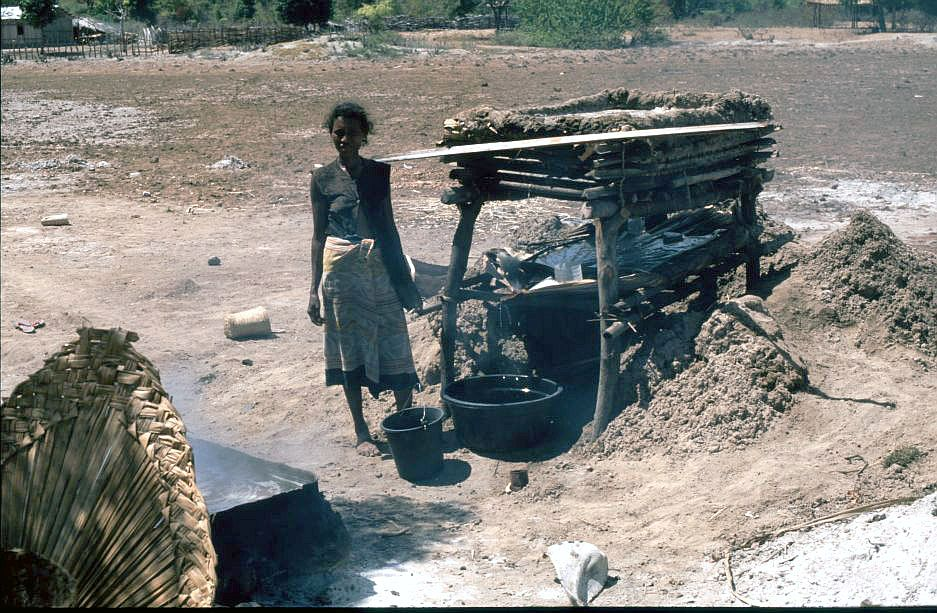
Meerwasser wird durch eine Filterkonstruktion (Sand, Palmblätter) gereinigt und dann in Blechpfannen verdampft (2003).

64 % der Haushalte im Verwaltungsamt bauen Mais an, 63 % Kokosnüsse, 31 % Reis und 30 % Maniok. In Cotalaran wird Salz aus dem Meer gewonnen.
Im April 2023 hatten 97 % der Siedlungen in Atabae einen Anschluss an das Stromnetz.

## Persönlichkeiten
- João da Costa Tavares (1931–2009), pro-indonesischer Milizenchef und Bupati vom Distrikt Bobonaro
- Silvino Adolfo Morais (1956–2022), Politiker
- Emília Pires (* 1961), Politikerin
- Afonso Carmona (* 1964), Jurist